# جزيرة الموز (قطر)
جزيرة الموز هي جزيرة صغيرة في قطر. أراضيها على شكل هلال تقع قبالة سواحل العاصمة الدوحة. وهي جزيرة اصطناعية في الخليج العربي.
الجزيرة تغطي 13 هكتاراً (0.13 كم مربع). تم الانتهاء منها بحلول عام 2015. وقد احتوت مجموعة متنوعة من النباتات مثل أشجار النخيل والحدائق ومرافق فاخرة لاستقبال الزوار.